# Długa pamięć krótkotrwała
Długa pamięć krótkotrwała (ang. long short-term memory, LSTM) – rodzaj rekurencyjnej sieci neuronowej (RNN) zaprojektowany z myślą o niwelowaniu problemu zanikających gradientów powszechnie występującego w tradycyjnych sieciach RNN. Jego względna niewrażliwość na długość sieci stanowi jego przewagę nad innymi sieciami RNN, ukrytymi modelami Markowa i innymi metodami uczenia się sekwencji. Celem LSTM jest zapewnienie pamięci krótkotrwałej dla RNN, która może obejmować tysiące kroków czasowych (stąd „długa pamięć krótkotrwała”).